# پیاتسا ناوونا

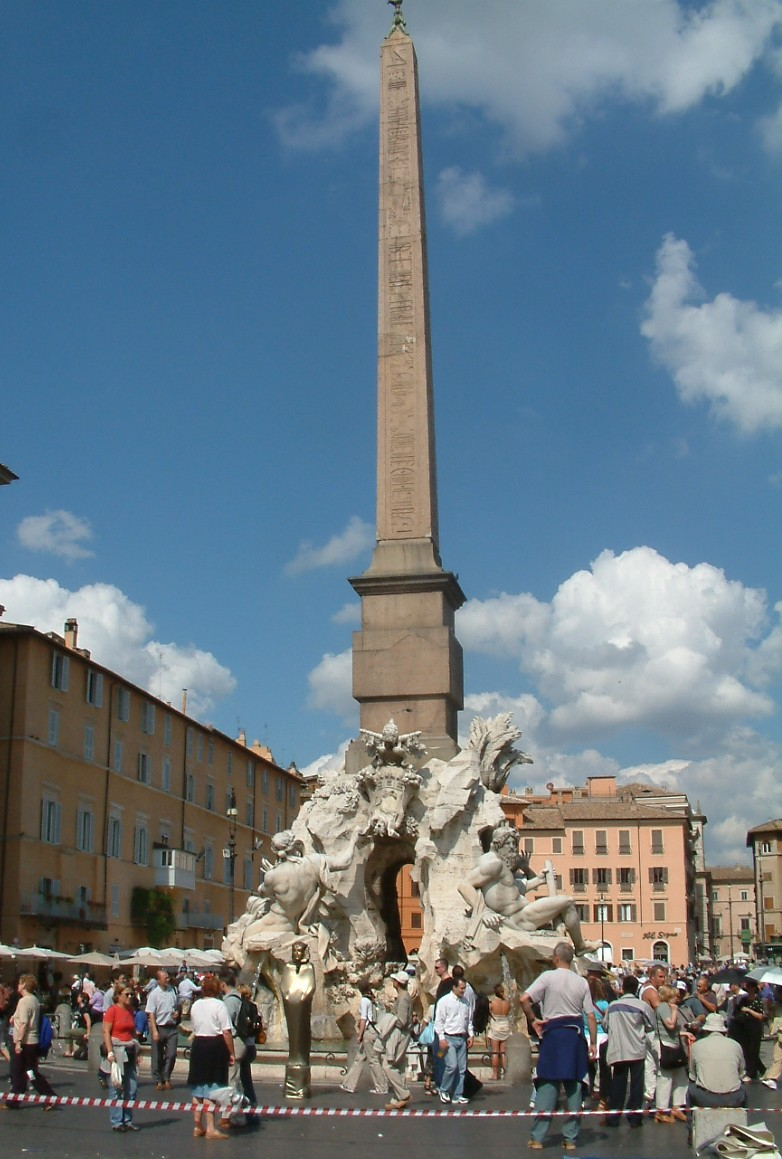
فوارهٔ چهار رودخانه در مرکز پیاتسا ناوونا

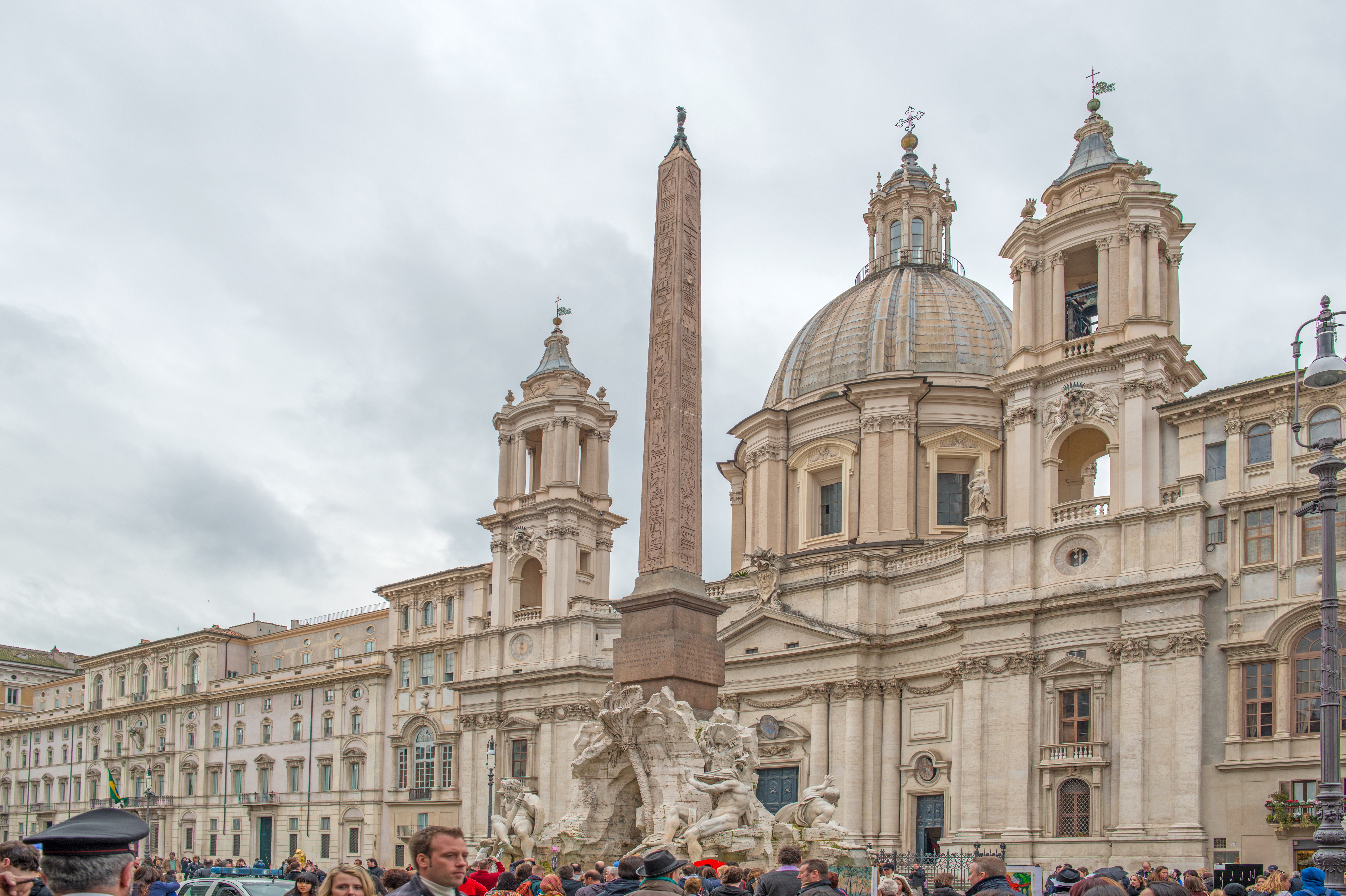
فوارهٔ چهار رودخانه

پیاتسا ناوونا (ایتالیایی: Piazza Navona؛ ‏تلفظ [ˈpjattsa naˈvo:na]) یک میدان عمومی تاریخی در شهر رم، ایتالیا است که در کنار سایت استادیوم دومیتیان قرار دارد و در سدهٔ نخست میلادی ساخته شده‌است و از سبک استادیوم‌های در فضای باز پیروی کرده‌است. در روم باستان مردم برای تماشای بازی‌ها به این مکان می‌آمدند.

## پیشینه

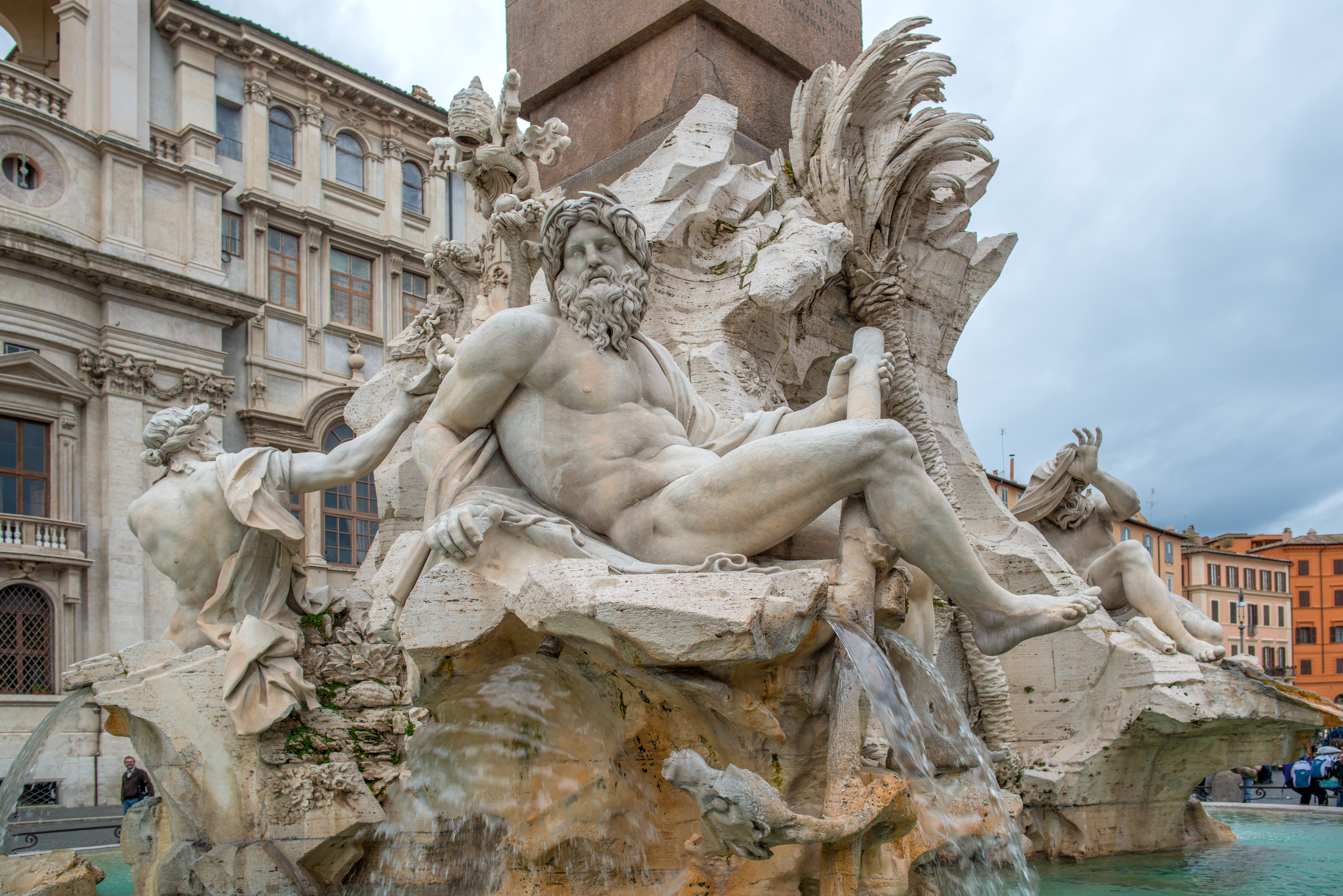
فوارهٔ چهار رودخانه در سال ۲۰۱۳ میلادی.

پیاتسا ناوونا در اواخر سدهٔ پانزدهم میلادی به‌عنوان یک فضای عمومی در نظر گرفته‌شد و یکی از نمادهای معماری عصر باروک محسوب می‌شود. در زمان اسقف اینوسنت دهم، قصر خانوادگی وی به نام پلازو پامفیلی روبروی پیاتسا قرار داشت. در پیاتسا ناوونا مجسمه‌ها و اشیاء دست‌ساز مهمی وجود دارد: در مرکز آن فوارهٔ چهار رودخانه واقع شده‌است که توسط جان لورنتسو برنینی طراحی شده و در بالای آن ستون هرمی سنگی دومیتیان قرار دارد و قطعات آن از Circus of Maxenitus آورده شده‌اند؛ کلیسای سانت‌آنیزه این آگونه توسط فرانچسکو بورومینی، جیرولامو رائینالدی، کارلو رائینالدی و سایرین طراحی شده و قصر پامفیلی نیز توسط جیرولامو رائینالدی طراحی شد که یک گالری بزرگ با طراحی بورومینی و نقاشی‌های دیواری پیترو دا کورتونا را در خود داشت، پیاتسا ناوونا دو چشمهٔ دیگر نیز دارد که در انتهای جنوبی آن، فواره فونتانا دل مورو همراه با یک حوضچه و چهار تریتون با سنگ‌کاری جاکومو دلا پورتا قرار دارد. در انتهای شمالی فوارهٔ نپتون (۱۵۷۴) قرار گرفته که توسط جاکومو دلا پورتا طراحی شده، موقعیت نپتون توسط آنتونیو دلا بیتا در سال ۱۸۷۸ افزوده شد تا توازنی با فوارهٔ فونتانا دل مورو داشته‌باشد.

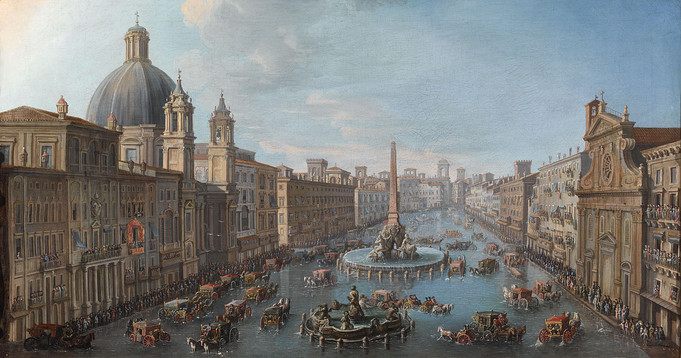
نقاشی آنتونیو جولی از پیاتسا ناوونا در حدود سال ۱۷۶۰ میلادی.

در طی تاریخ آن، پیاتسا ناوونا میزبان رویدادهای تئاتری و سایر فعالیت‌های زودگذر روزانه بود. از سال ۱۶۵۲ تا ۱۸۶۶ زمانی که فستیوال سرکوب شد، در هر شنبه و یکشنبه ماه اوت، جشن‌های مجلل خانوادهٔ پامفیلی برگزار شد. سطح پیاده‌رو در سدهٔ نوزدهم افزایش یافت و در سال ۱۸۶۹ میلادی بازار به نزدیکی Campo de’Fiori حرکت کرد. بازار کریسمس در میدان پیاتسا برگزار می‌شود.

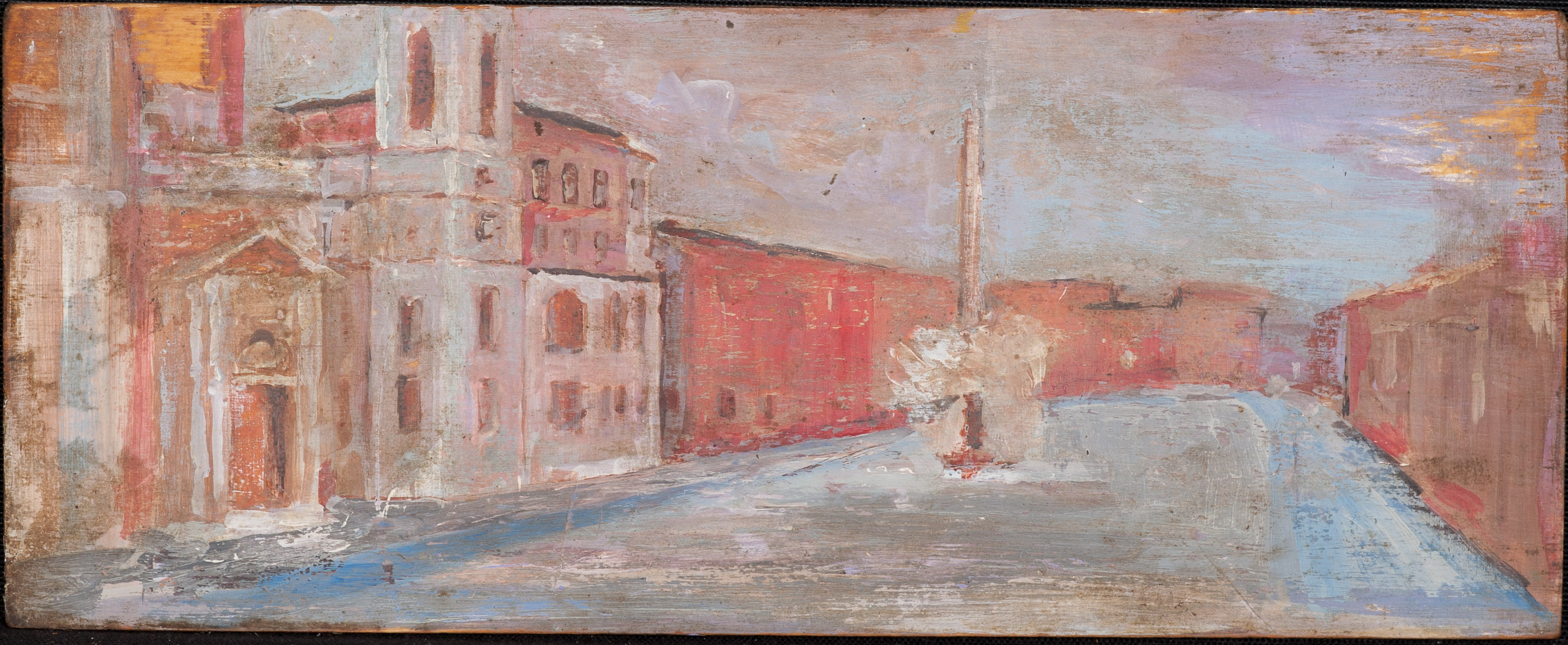
نقاشی رنگ و روغن از پیاتسا ناوونا که توسط پائولو سالواتی در سال ۱۹۶۲ میلادی کشیده شده‌است.